# ジェイプロジェクト硬式野球部
ジェイプロジェクト硬式野球部（ジェイプロジェクトこうしきやきゅうぶ）は、愛知県名古屋市に本拠地を置き、日本野球連盟に加盟する社会人野球の企業チームである。
運営母体は、名古屋市を中心に主に東海地区で居酒屋などの飲食店を展開する外食チェーンのジェイプロジェクト（現 ジェイグループホールディングス）。社業優先の制約があり、部員は午前中に練習を行い、午後はジェイプロジェクトが経営するそれぞれの店舗に勤務している。

## 概要
2009年、ジェイプロジェクト（現 ジェイグループホールディングス）の硬式野球部として創部し、同年3月に日本野球連盟に会社登録（企業チーム）として加盟した。初代監督には、ウェルネス魚沼やセガサミーをコーチとして渡り歩いた元プロ野球選手の辻本弘樹を迎え、選手は移籍組ではなく新卒を中心に結成した。
活動初年度の2009年は、チーム体制を整えるために公式戦への出場を見送る予定であり、同年の都市対抗野球の予選には出場しなかった。しかし、その後チーム力の向上が見られたため、同年秋には日本選手権の東海地区予選に出場し、初戦で東海理化を破る活躍を見せた。
その後、NPB選手を輩出するなど力をつけ、2012年には都市対抗野球の東海地区予選で第4代表の座を勝ち取り、全国大会初出場を果たした。

## 設立・沿革
- 2009年 - 『ジェイプロジェクト硬式野球部』として創部。
- 2012年 - 都市対抗野球に初出場（初戦敗退）。

## 主要大会の成績
- 都市対抗野球大会 - 出場2回
- JABA高山市長旗・飛騨市長杯争奪高山大会 - 優勝1回（2015年）

## 主な出身プロ野球選手
- 庄司龍二（捕手） - 2011年ドラフト5位でオリックス・バファローズに入団
- 角屋龍太（投手） - 2015年ドラフト8位でオリックス・バファローズに入団

## 元プロ野球選手の競技者登録
- 辻本弘樹（元：中日ドラゴンズ） - 監督（2009～2016年、2020年～）、部長・GM（2017～2020年途中）
- 大石大二郎（元：近鉄バファローズ） - 監督（2017年～2020年）

## かつて在籍していた選手
- 増田将馬（捕手） - 選手として在籍。退部後、四国アイランドリーグplusの徳島インディゴソックスを経て、ウエスタン・リーグ参加球団のくふうハヤテベンチャーズ静岡に在籍。
- 和辻大輝（内野手） - 選手として在籍。退部後、ベースボール・チャレンジ・リーグの信濃グランセローズを経て、ウエスタン・リーグ参加球団のくふうハヤテベンチャーズ静岡に在籍。